# 樺山資紀

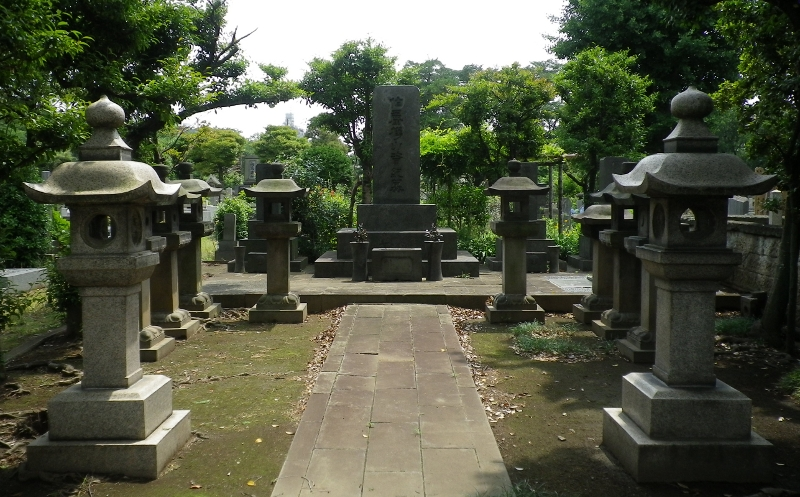
樺山資紀の墓（染井霊園）

樺山 資紀（かばやま すけのり、天保8年11月12日〈1837年12月9日〉- 大正11年〈1922年〉2月8日）は、日本の海軍軍人、政治家。階級は海軍大将、陸軍少将。栄典は従一位大勲位功二級伯爵。薩摩藩士・橋口家の三男、政治的な問題により樺山家の養子になる。
警視総監（第3代）、海軍大臣（第2代）、海軍軍令部長（第6代）、台湾総督（初代）、枢密顧問官、内務大臣（第15代）、文部大臣（第14代）を歴任した。

## 生涯
薩摩国鹿児島城下加治屋町二本松馬場（高見馬場方限）に薩摩藩士・橋口家の三男に生まれ、覚之進と名づけられ育てられる。のちに同藩士、樺山の養子となる。
薩英戦争・戊辰戦争に従軍の後、明治4年（1871年）に陸軍少佐に任ぜられ、明治5年（1872年）より南清に出張、台湾出兵に従軍。西南戦争では熊本鎮台司令長官・谷干城少将の下、同鎮台参謀長として熊本城を負傷しつつも死守する。
治癒後も転戦して軍功を重ね明治11年（1878年）に大佐、明治14年（1881年）には警視総監兼陸軍少将に昇進した。その後は、西郷従道の引きで海軍へ転じ、明治16年（1883年）に海軍大輔、同19年（1886年）には海軍次官となる。
国政では明治23年（1890年）から同25年（1892年）にかけての第1次山縣内閣と第1次松方内閣で海軍大臣をつとめる。第2回帝国議会（1891年11月21日召集）において、政府提出の軍艦建造案が「海軍部内の腐敗が粛清されなければ予算は認められない」と否決されると激昂、「薩長政府トカ何政府トカ言ッテモ、今日国ノ此安寧ヲ保チ、四千万ノ生霊ニ関係セズ、安全ヲ保ッタト云フコトハ、誰ノ功カデアル。」と、薩長藩閥政府の正当性と民党の主張する「経費節減」「民力休養」を批判する趣旨の発言（いわゆる「蛮勇演説」）を行う。民党の反発により議場は騒然となり、予算は不成立となった。
日清戦争直前に海軍軍令部長に就任する。明治28年（1895年）に海軍大将に昇進する。同年5月10日、初代台湾総督に就任、台北に総督府を開庁する。
その後も枢密顧問官、第2次松方内閣で内務大臣、第2次山縣内閣で文部大臣を歴任した。なお、第2次松方内閣の内務大臣であった明治29年（1896年）11月12日、改正条約発効の準備のための改正条約施行準備委員会委員長に就任している。
明治38年（1905年）11月20日に後備役となり、同43年（1910年）11月20日に退役した。大正11年2月8日薨去。享年84。

## 逸話

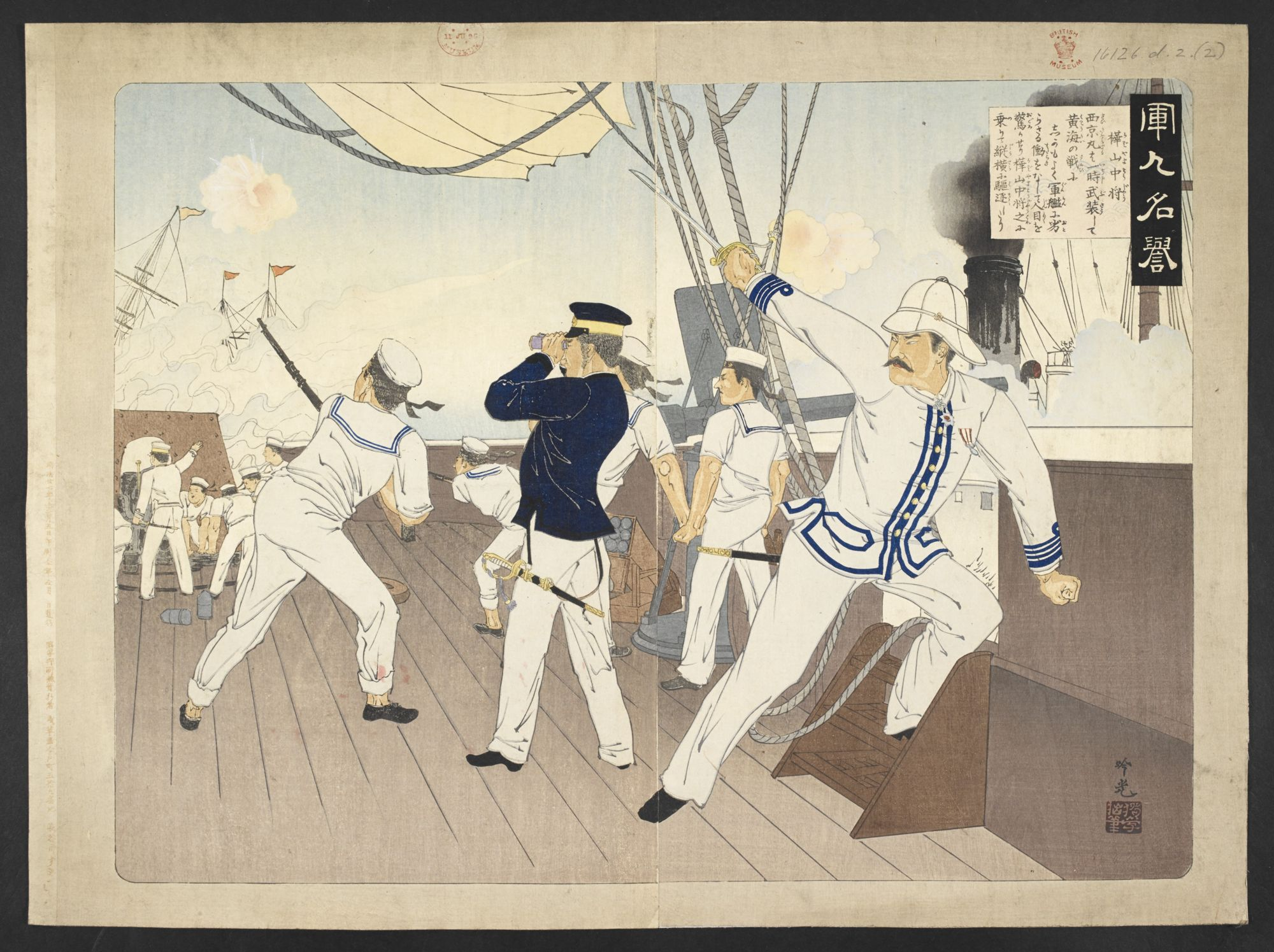
軍人名誉：樺山中将（安達吟光画、大英図書館所蔵）

樺山がまだ生家の姓を名乗り橋口覚之進だった頃、同じ薩摩藩の指宿藤次郎が見廻組に殺された。お付きだった若侍は逃げ出したが葬儀に列席すると、橋口に焼香を一番先にするよう促され、遺体に近づいたところ橋口に首をはねられた。薩摩に伝わる郷中教育では卑怯が最も嫌われるため、この行為は周囲も納得の振る舞いだった。
日清戦争中、「西京丸」に乗艦したが、商船を改造した急ごしらえの船艇のため他の艦より取り残され、清の艦隊に狙い撃ちをされそうになった。この時、敵の旗艦へ突込み敵僚船が砲撃し難いようにし反転して逃げ切った。
第2次松方内閣時に、大東義徹、犬養毅、尾崎行雄らが、宮内省の腐敗などを批判した雑誌『26世紀』の発行を停止させないように樺山に念押しをしに行った際、樺山は自分の首を叩きながら「これが飛んでも、発行停止などはしない、一度諸君に約束をした以上は、断じてそんなことはない」と言ったが、結局、政府は同誌を発行禁止にした（26世紀事件）。これに関して尾崎が問い詰めたところ、樺山は言葉少なく申し開きのようなことをしただけだった。
1907年（明治40年）、樺山が指宿温泉を訪れた際、西郷隆盛が1874年（明治7年）旧暦12月27日から約1ヶ月間にわたり鰻温泉の福村市左衛門宅に長期滞在したことについて、福村の妻と長男から依頼を受けてその経緯を聞き書きし「樺山資紀文書」として残した。この文書には西郷が鰻温泉に逗留していた時の様子や江藤新平の訪問等が記されている。
晩年に脳溢血で倒れ1週間意識が無かった。当時かなりの高齢であるため、半ば諦めて皆が葬式の準備を始めたところ、むっくりと布団から身を起こしたという。この後遺症で右半身に少し麻痺が残ったが、（脳溢血が軽度であったため）リハビリもせず快復できたといわれる。その後、食道癌を併発し、再び脳出血を起こした翌日に死去した。
日本統治時代の台北市には初代台湾総督の樺山に由来する樺山町があった。第二次世界大戦後に北京語で同じ発音の「華山」に改称されている。
麹町区永田町にあった自邸はジョサイア・コンドル設計による洋館で、1930年に串田孫一の父・串田萬蔵に売り、のちに吉田茂の手に渡り、その後、参議院第二別館となった。

## 栄典
位階
- 明治5年4月15日 - 正七位[15]
- 1873年（明治6年）6月25日 - 従六位[15]
- 1875年（明治8年）2月24日 - 正六位[15]
- 1879年（明治12年）7月7日 - 従五位[15]
- 1880年（明治13年）11月30日 - 正五位[15]
- 1884年（明治17年）2月6日 - 従四位[15][16]
- 1886年（明治19年）10月20日 - 従三位[15][17]
- 1890年（明治23年）6月11日 - 従二位[15][18]
- 1900年（明治33年）6月20日 - 正二位[15][19]
- 1922年（大正11年）2月8日 - 従一位[15][20]

爵位
- 1884年（明治17年）7月7日 - 子爵[15][21]
- 1895年（明治28年）8月5日 - 伯爵[15][22]

勲章等
| 受章年                     | 略綬 | 勲章名                   | 備考 |
| -------------------------- | ---- | ------------------------ | ---- |
| 1877年（明治10年）12月8日  |      | 勲三等旭日中綬章         |      |
| 1878年（明治11年）3月12日  |      | 明治七年従軍記章         |      |
| 1882年（明治15年）12月29日 |      | 勲二等旭日重光章         |      |
| 1889年（明治22年）11月25日 |      | 大日本帝国憲法発布記念章 |      |
| 1891年（明治24年）6月27日  |      | 勲一等瑞宝章             |      |
| 1895年（明治28年）8月5日   |      | 旭日大綬章               |      |
| 1895年（明治28年）8月5日   |      | 功二級金鵄勲章           |      |
| 1895年（明治28年）11月18日 |      | 明治二十七八年従軍記章   |      |
| 1899年（明治32年）12月27日 |      | 金杯一組                 |      |
| 1906年（明治39年）1月26日  |      | 御紋付御杯               |      |
| 1912年（大正元年）8月1日   |      | 韓国併合記念章           |      |
| 1915年（大正4年）11月10日  |      | 大礼記念章               |      |
| 1916年（大正5年）1月31日   |      | 御紋付銀杯               |      |
| 1916年（大正5年）4月1日    |      | 金杯一組                 |      |
| 1917年（大正6年）5月12日   |      | 旭日桐花大綬章           |      |
| 1920年（大正9年）9月7日    |      | 金杯一組                 |      |
| 1922年（大正11年）2月8日   |      | 大勲位菊花大綬章         |      |

外国勲章佩用允許
| 受章年                    | 国籍           | 略綬 | 勲章名                               | 備考 |
| ------------------------- | -------------- | ---- | ------------------------------------ | ---- |
| 1889年（明治22年）7月10日 | フランス共和国 |      | レジオンドヌール勲章コマンドゥール   |      |
| 1891年（明治24年）6月1日  | オスマン帝国   |      | 美治慈恵第一等勲章                   |      |
| 1892年（明治25年）6月29日 | フランス共和国 |      | レジオンドヌール勲章グラントフィシエ |      |

## 親族
- 兄：橋口兼三（貴族院議員）[32]・橋口伝蔵（寺田屋騒動で死亡）
- 妻：とも（鹿児島藩士・山本十太郎の三女）
- 長男：樺山愛輔（貴族院議員、日米協会会長、旧伯爵）
- 孫：白洲正子（樺山愛輔の二女）
- 曾孫：樺山卓司(東京都議)[33]

## 著作等
- 「朝鮮問題ニ対スル意見書」〈大久保利通関係文書（所蔵）〉、1875年（明治8年）12月、1綴、墨書。doi:10.11501/11444526、国立国会図書館近代デジタルライブラリー。
- （差）文部卿河野敏鎌「音響速度測定ノ号砲連発ノ件」（受）大警視樺山資紀、1881年（明治14年）1月14日、東京大学文書館デジタル・アーカイブ、東京大学文書館。
- 『英国ヨリ伊太利日記』明治20年12月25日〜明治21年2月28日（1887年–1888年）、1冊、鉛筆、doi:10.11501/11536558。〈樺山資紀関係文書〉、（その2）> 書類 > 日記。
- 『樺山内相談話一斑』（東京：国民新聞社、1897年）聞き書き、近代デジタルライブラリーで閲覧可能。doi:10.11501/78298。
- （差）海軍大臣子爵樺山資紀『海軍技術士官養成ノ件ニ係ル約條書第九條更正』（受）文部大臣芳川顕正、1890年（明治23年）10月24日、東京大学文書館デジタル・アーカイブ、東京大学文書館。
- 樺山資紀（台湾総督）『総督命令控』宛先 : 有地品之允（常備艦隊司令長官）、1綴、墨書、大本営罫紙、1895年（明治28年）5月23日、doi:10.11501/11898658。〈樺山資紀関係文書〉（その2）> 書類 > 日清戦争関係・台湾総督時代 > 電報・公信類。
- 樺山資紀（台湾総督）『台湾及澎湖島戦病死者追悼祭挙行にあたり挨拶文』1綴、墨書、台湾総督府罫紙、1896年（明治29年）4月25日、doi:10.11501/11898753、

〈樺山資紀関係文書〉（その2）> 書類 > 日清戦争関係・台湾総督時代 > その他。
- 樺山資紀（鹿児島県人在京有志者総代）『島津忠重公の海軍兵学校入学に当り島津斉彬公の肖像贈呈の挨拶』1枚、墨書、1904年（明治37年）11月10日、doi:10.11501/11898823。〈樺山資紀関係文書〉（その2）> 書類 > 日清戦争関係・台湾総督時代 > 電報・公信類。

樺山資紀関係文書（その2）> 書類 > 鹿児島関係 > 島津家。
- 樺山資紀（枢密顧問官）『転地療養願』宛先 : 桂太郎（内閣総理大臣侯爵）、1枚、墨書、1909年（明治42年）11月2日、doi:10.11501/11898302。〈樺山資紀関係文書〉（その2）> 書類 > 公務。
- 樺山資紀『転地療養追願』宛先 : 桂太郎（内閣総理大臣）、1枚、墨書、1910年（明治43年）1月18日、doi:10.11501/11898764。〈樺山資紀関係文書〉（その2）> 書類 > 公務。
- 華山（樺山資紀）（謄写）『甘藷翁銘 沿革』今藤宏（撰、鹿児島県十等官）、椎原国蕃（指宿郡宰）〈樺山資紀関係文書（その2）〉（書類 > 鹿児島関係 > その他、1910年（明治43年）3月20日（原典は1873年・明治6年5月）1綴、墨書。doi:10.11501/11898832、国立国会図書館。
  - 樺山 資紀『樺山資紀文書』私製、1990年。NCID BB14969470。広瀬青邨文庫。
- 『樺山資紀書簡』宛先 : 牧野伸顕、1通、ペン、東京ステーションホテル用箋、〔大正〕12月7日、doi:10.11501/11898537。南洋の占領島、沿海州の件。〈樺山資紀関係文書（その2）〉書簡 > 第三者宛。
- 華山（樺山資紀）『敗鶴翁出家称天也有自述詩五篇次韵賦贈』doi:10.11501/11899143。〈樺山資紀関係文書（その2）〉書類 > 詩歌。
- 樺山資紀（篆額）『境域恢復紀念之碑（足立神社）』東角井福臣（謹書）、石田道三郎（撰文）、doi:10.11501/11899186。〈樺山資紀関係文書（その2）〉書類 > 書 > その他 > 図面。
- 華山（樺山資紀）『十月課題（秋林独嘯、老馬、歳晩即事）』竹齋、向陽、松坡、2枚、墨書。doi:10.11501/11899131。〈樺山資紀関係文書（その2）〉書類 > 詩歌。
- （差）式部長男爵三宮義胤『三十二年新年拝賀時刻及新年宴会ノ節酒饌方其他ノ件』（受）文部大臣伯爵樺山資紀、明治31年12月26日、東京大学文書館デジタル・アーカイブ、東京大学文書館。
- （差）独逸留学生松波仁一郎 『英国倫敦ニ於ケル国際海法会議ヘ出席シタル独国留学生松波仁一郎報告』（受）文部大臣伯爵樺山資紀。東京大学文書館デジタル・アーカイブ、東京大学文書館。
- 『二松庵詩鈔』鎌倉町 (神奈川県)：田辺新之助、1923年、和装39丁、帙入。全国書誌番号:75029278、doi:10.11501/1885219。国立国会図書館/図書館送信参加館・個人送信限定公開。図、肖像入り。
- 『樺山資紀書簡』桂太郎宛、1通、桂太郎旧蔵諸家書翰、3月17日の日付、表装:巻子装(21cm)

、書写（自筆）、書写年不明。
- 『名家尺牘集（めいか せきとくしゅう）』巻16、コマ番号7-8。関西大学デジタルアーカイブ。樺山が記した書簡を収載。

## 関連資料
本文の典拠ではないもの。発行年順。
- 広瀬 濠田（代筆）『大日本海軍大将台湾総督子爵樺山資紀呈書』劉永福宛の書の草稿、赤色罫線和紙に墨書、書入れあり、執筆時期は不明。NCID BC08908016 dl.ndl.go.jp/info:ndljp/pid/782989。
- 太平洋戦争研究会「帝国海軍将官50人（伊東祐亨；樺山資紀；西郷従道；東郷平八郎　ほか）」『帝国海軍将官総覧』、ベストセラーズ〈ベストセラーシリーズ〉、2002年、「ワニの本」〈ベストセラーシリーズ〉、ISBN 4584010730。NCID BA59393768。
- 岩石まさ男「樺山資紀 (連載) 」『台湾戯曲・脚本集』河原 功、中島 利郎、国語普及の栞刊行会、田中 きわの、江間 常吉、臺灣總督府文教局社會課、台湾総督府情報部、皇民奉公会台北州支部健全娯楽指導班、皇民奉公会台北州支部芸能指導部、吉村 敏、幸田 青緑、佐々 成雄、長谷川 伸、緑蔭書房〈日本統治期台湾文学集成第1期 ; 10-14〉、2003年。NCID BA61099967。
- 藤崎濟之助（原著）、林呈蓉（訳註）『樺山資紀蘇澳行』玉山社出版事業〈生活・台灣歴史 ; 4〉、2004年、ISBN 9867819969、NCID BA91173242。（中国語）
- 藤崎 済之助、谷ケ城 秀吉（編集）『台湾全誌 : 樺山資紀』ゆまに書房〈植民地帝国人物叢書 ; 台湾編1〉、2008年、ISBN 9784843329412。NCID BA86568139。復刻、初版は藤崎濟之助著, 中文館書店、1928年（昭和3年刊）。折り込図2枚。
- 千葉 功「樺山資紀」『桂太郎関係文書』東京大学出版会、2010年、ISBN 9784130262224、NCID BB00936972。
- 戴國煇「２ 人物から考える台湾史（樺山資紀と水野遵」『台湾史の探索』春山明哲、松永 正義、胎中 千鶴、丸川 哲史（編）、みやび出版〈戴國煇著作選第2巻〉、創英社、三省堂書店 (発売)、2011年。ISBN 9784903507118、NCID BB05596816。
- 桧山 幸夫、西郷都督樺山總督記念事業出版委員會、落合 泰蔵『西郷都督と樺山総督 明治七年生蕃討伐回顧録』檜山幸夫（編・解説）、クレス出版〈台湾史研究叢書第2巻〉、2011年、ISBN 9784877336240、NCID BB08112144。『西郷都督と樺山總督』(西郷都督樺山總督記念事業出版委員會著作兼発行 昭和11年刊)と『明治七年生蕃討伐囘顧録』(落合泰藏著作兼発行 大正9年刊)の複製。西郷都督と樺山総督と著者の肖像あり。折り込図2枚。
  - 「３ 樺山資紀小傳」
  - 「５ 西郷都督と樺山總督の記念事業實行經過」
  - 「資料篇（臺灣信報；處蕃提要（抄）；樺山資紀臺灣記事；大久保利通日記（抄）；處蕃趣旨書　ほか）」
- 竹村 公太郎「上野の西郷隆盛像はなぜ〈あの場所〉に建てられたか—樺山資紀の思い〔ほか〕」『日本史の謎は「地形」で解ける』PHP研究所〈PHP文庫〉、2013年。ISBN 9784569760841、ISBN 9784569761459, 9784569762050、NCID BB1401740X。
- 柏木一朗（編集・解題）「1 組織改正意見書　樺山資紀宛明治二四年五月　伊地知弘一」『兵政』伊藤博文（編纂）、檜山幸夫（総編集）、伊藤博文文書研究会、ゆまに書房〈伊藤博文文書 第96巻〉、2013年、ISBN 9784843326282、NCID BB14165972。宮内庁書陵部所蔵〈秘書類纂〉のうち影印復刻した『兵政』全4冊の1冊。
- 一坂 太郎「第4章 戊辰戦争体験談（難戦苦闘の白河関—樺山資紀（戊辰当年三十一歳）ほか）」『語り継がれた西郷どん : 発掘! 維新スクラップブック』朝日新聞出版〈朝日新書655〉、2018年、ISBN 9784022737557、NCID BB25611093。